# Pilumnus incanus
Pilumnus incanus is een krabbensoort uit de familie van de Pilumnidae. De wetenschappelijke naam van de soort is voor het eerst geldig gepubliceerd in 1775 door Forskål.